# Kees Groenteman
Kees (Keez) Groenteman (Amsterdam, 1984) is een Nederlands muzikant.
Als kind speelde hij (als Keesje) in een aflevering van De schreeuw van De Leeuw (1992). Hij was zogenaamd een fan van Gordon, waarna hij Gordons hit Kon ik maar even bij je zijn mocht zingen in het programma. Dit deed hij echter zo vals dat Paul de Leeuw halverwege zijn optreden stopzette en het jongetje volledig afbrandde. Ten slotte zette De Leeuw hem in de hoek. Nederland sprak er schande van. Achteraf bleek dat Kees een bekende van De Leeuw was en de situatie in scène gezet. Een jaar later tijdens Paul de Leeuws muziek-special "Plugged" zong de presentator samen met Keesje nogmaals de hit van Gordon. Tijdens dit optreden aaide, kuste, likte en knuffelde Paul de Leeuw het jongetje zodanig dat zelfs jaren later, toen het fragment op internet belandde, buitenlandse media de presentator als pedofiel bestempelden.
In 1995 speelde Groenteman Marcel de Rooy in Filmpje!.
In 2010 is hij zanger van Lola Kite, een driemansformatie die psychedelische synthpop speelt en bestaat uit Groenteman, Jasper Verhulst en Bram Vervaet.
Begin 2011 verscheen hun debuut bij Excelsior Recordings. Vanaf januari 2011 tot 27 mei 2011 waren De Leeuw en Groenteman herenigd op televisie. In de MaDiWoDoVrijdagshow was hij dagelijks te zien als drummer in de band onder leiding van zijn broer Jan Groenteman.
In 29 augustus 2011 bracht hij zijn eerste soloalbum, Into outside uit, onder de naam High The Moon.
Groenteman componeerde onder meer muziek voor Showponies.
Hij is een neef van Hanneke Groenteman.

## Discografie

### MetLola Kite
- Lights (2011; Excelsior Recordings)
- I start to believe you (2012; Excelsior Recordings)